# Путь креста и дракона
«Путь креста и дракона» (англ. The Way of Cross and Dragon) — фантастический рассказ американского писателя Джорджа Р. Р. Мартина. Рассказ был удостоен двух престижных в жанре фантастики премий: Локус (1980) и Хьюго (1980). Так же номинировался на премию «Небьюла» (1979). 
Встречаются варианты перевода названия: «С крестом и драконом» (А. Бранский) и «Крест и дракон» (В. Вебер). На русском языке рассказ неоднократно переиздается в составе сборников с 1991 года. 